# Hanover, New Hampshire
Hanover är en kommun (town) i Grafton County i delstaten New Hampshire i USA. Hanover hade år 2010 11 260 invånare. Kommunen är mest känd som säte för Ivy League-universitetet Dartmouth College.